# Dolmen d'Arca
El dolmen d'Arca és un monument megalític situat a Paranho de Arca, a l'antiga freguesia d'Arca, a Olivera de Frades, Portugal. Es troba a la EN230, km 48,5, entre Águeda i Caramulo, accedint a l'esquerra a Paranho de Arca, en un camí de terra.
Datat de l'Eneolític, el dolmen fou classificat com a Monument Nacional per decret de 16 de juny de 1910.

## Història
El dolmen d'Arca és esmentat en el Diccionari geogràfic (1747-1752) de Luís Cardoso i també en les Memòries parroquials de 1758, en què es descriu com "una gran llosa de pedra grossa suspesa en l'aire sobre altres tres pedres posades damunt, que són de la mateixa qualitat de pedra grossa i moledora", i s'indica que "té per nom la Pedra de l'Arca, i sempre va conservar el mateix nom fins on arriba la memòria de la gent".
El primer esment científic al monument el fa José Leite de Vasconcelos en un article del 1898, publicat en O Arqueólogo Português. Allí, Leite de Vasconcelos revela la seua intenció d'explorar el dolmen, cosa que faria al 1921.

## Característiques
Es creu que el dolmen es va construir en l'Eneolític tardà. És un dolmen amb cambra poligonal irregular composta per cinc o set blocs verticals i cobertura. Algunes lloses estan partides, i això dificulta la interpretació de l'estructura originària, però tres en són completes i sostenen una gran llosa (tapa o taula) que cobreix l'espai interior. La cambra és de grans dimensions: 4,5 m de llarg, 3,75 m d'amplària i 2,65 m d'alçada. La llosa de tap té vores arredonides i fa 4,20 m de llarg i 3,20 m d'amplària.

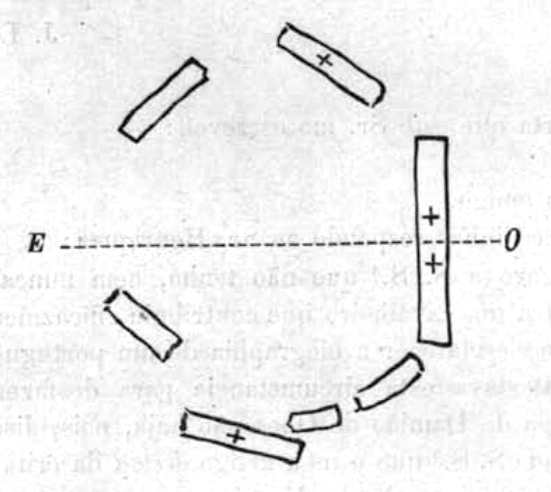
Planta del dolmen d'Arca dissenyada per José Leite de Vasconcelos (1898). La cambra és oberta pel costat est (I). Els símbols "+" o "++" indiquen les pedres que sostenen la llosa de cobertura

El dolmen d'Arca té la particularitat de no tenir corredor ni mámoa (tomba), la qual cosa el fa diferent dels dòlmens de Beira Alta. A la zona, només s'observa un dolmen desproveït de corredor a Anta de Pera de Moço, al municipi de Guarda. Però potser el dolmen d'Arca tenia primitivament un corredor i aquestes pedres s'han perdut o s'han reaprofitat en construccions veïnes.

## Llegenda
Segons una llegenda, el va construir una dona musulmana maga, que va arribar a l'indret carregant la pedra del sostre sobre el cap mentre filava. La dona musulmana apareix en la Nit de Sant Joan exhibint un tresor d'objectes d'or, que es troba amagat al dolmen. Els visitants que admiren més els objectes d'or que els ulls de la dona són transformats en pols. Es diu també que el tresor del dolmen es pot aconseguir resant a Cebrià de Cartago. El motiu folklòric d'una musulmana sobrenatural que construeix i habita dòlmens, incloent el detall de la roca de filar, és una tradició d'origen medieval molt popular a Portugal, Galícia i altres llocs de la península.